# Аліша Бо
Аліша Бо (англ. Alisha Boe, нар. 6 березня 1997, Осло, Норвегія) — норвезька акторка. Вона відома своєю роллю Джесіки Девіс у драматичному серіалі Netflix «13 причин чому».

## Біографія
Бо народилася в Осло, Норвегія, 6 березня 1997 року в сім'ї норвезької матері з Тронгейма та сомалійського батька. Пізніше її батьки розлучилися, а мати вийшла заміж за американця; Бо переїхала до Лос-Анджелеса з матір'ю та вітчимом у віці семи років. Вона відвідувала Ivy Academia та El Camino Real High School брала участь у драматичній програмі в останній. Після закінчення школи вона зайнялася акторською майстерністю, згодом ставши першою актрисою сомалійського походження, яка зіграла головну роль в американському фільмі після Іман.

## Кар'єра
Акторський дебют Бо відбувся у 2008 році, коли вона отримала роль юної Лізи Свон у фільмі жахів «Розвага». Через рік вона з'явилася у фільмі «Він у моїх думках» і у фільмі жахів «Паранормальне явище 4» 2012 року. У 2014 році вона зіграла гостьову роль у «Американська сімейка» та двох епізодах «Екстант».
У листопаді 2014 року вона приєдналася до акторського складу мильної опери NBC «Дні нашого життя» у повторюваній ролі Дафни. З 2017 по 2020 рік вона грала роль Джесіки Девіс в оригінальному драматичному серіалі Netflix «13 причин чому».
У січні 2021 року Бо приєднався до акторського складу режисерського дебюту Джессі Айзенберга «Коли ти закінчиш рятувати світ».

## Фільмографія
| Рік       |    | Українська назва               | Оригінальна назва                | Роль                       |
| --------- | -- | ------------------------------ | -------------------------------- | -------------------------- |
| 2008      | ф  | Розвага                        | Amusement                        | Ліза Свон                  |
| 2009      | ф  | Він у моїх думках              | He's On My Mind                  | Ласі                       |
| 2012      | с  | Батьківство                    | Parenthood                       | Мила дівчина               |
| 2012      | ф  | Паранормальне явище 4          | Paranormal Activity 4            | Тара                       |
| 2013      | с  | Третя дружина                  | Trophy Wife                      | Челсі Трассен              |
| 2014      | с  | Американська сімейка           | Modern Family                    | Трейсі Маккой              |
| 2014      | с  | Екстант                        | Extant                           | Брін Генді                 |
| 2014—2015 | с  | Дні нашого життя               | Days of Our Lives                | Дафна                      |
| 2015—2016 | с  | Рей Донован                    | Ray Donovan                      | Джанет                     |
| 2015      | с  | NCIS: Полювання на вбивць      | NCIS                             | Фаррах Меєрс               |
| 2015      | с  | Без зобов'язань                | Casual                           | Бекка                      |
| 2015      | с  | C.S.I.: Кіберпростір           | CSI: Cyber                       | Грейс Кларк                |
| 2016      | с  | Вовченя                        | Teen Wolf                        | Гвен                       |
| 2017      | ф  | 68 вбивств                     | 68 Kill                          | Вайолетт                   |
| 2017—2020 | с  | 13 причин чому                 | 13 Reasons Why                   | Джессіка Девіс             |
| 2018      | мс | Робоцип                        | Robot Chicken                    | Рейна                      |
| 2019      | ф  | Врата Темряви                  | Gates of Darkness                | Алекса О'Коннор            |
| 2019      | ф  | Черлідерки                     | Poms                             | Хлоя                       |
| 2019      | ф  | Одержима сексом                | Yes, God, Yes                    | Ніна                       |
| 2022      | ф  | Коли ти закінчиш рятувати світ | When You Finish Saving the World | Ліла                       |
| 2022      | ф  | Зробімо помсту                 | Do Revenge                       | Тара                       |
| 2023      | с  | Мисливиці                      | The Buccaneers                   | Кончіта Клоссон (16 серій) |